# Lycium barbarum
Espèce
Classification APG III (2009)

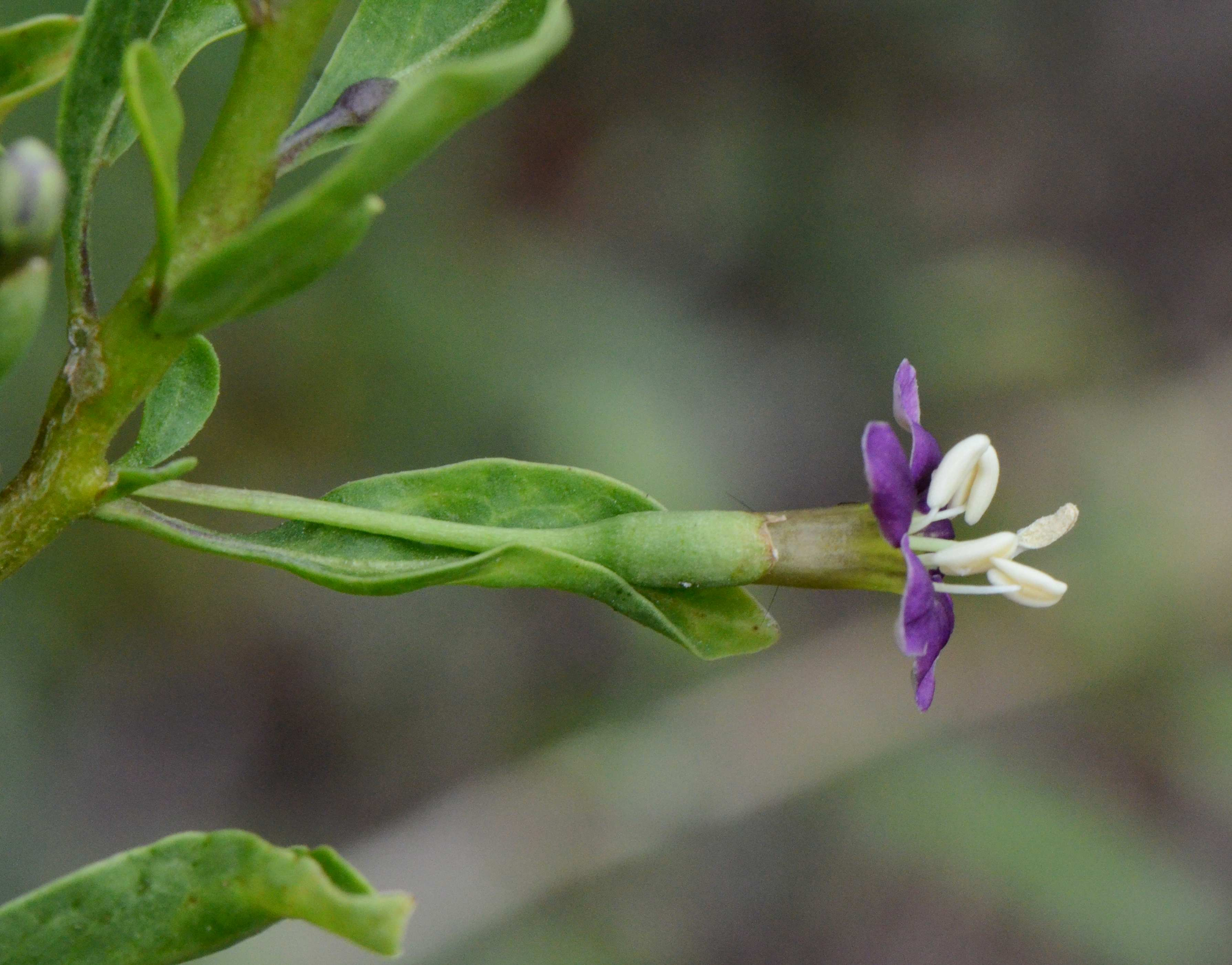
Lycium barbarum, calice à 2 lobes, tube de la corolle de 10 mm et lobes de 6 mm.

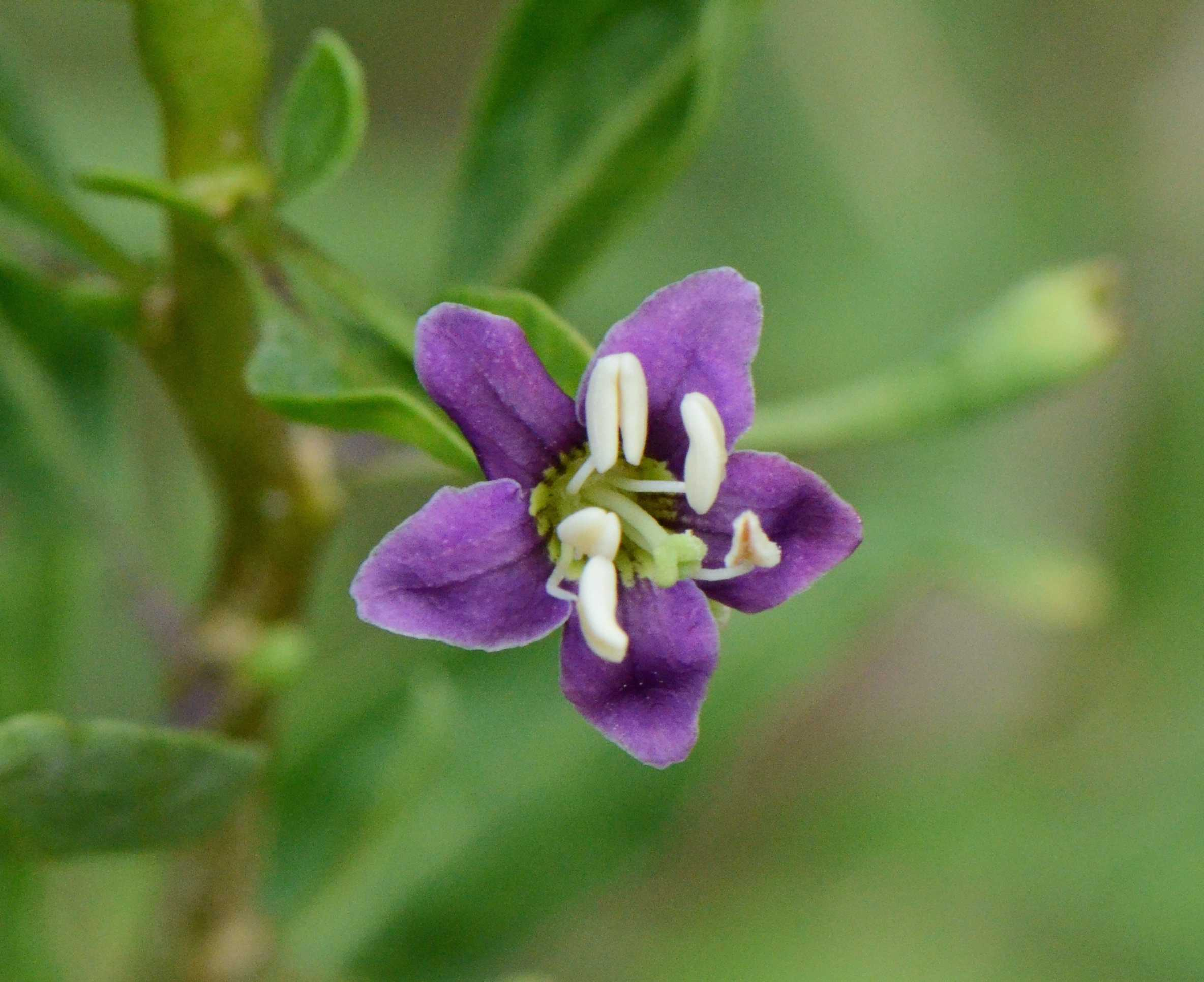
Lycium barbarum.

Le lyciet commun ou lyciet de Barbarie (Lycium barbarum) est un arbuste de la famille des Solanaceae, largement répandu de l'Europe à l'Asie. 
En France, on peut observer dans la nature trois espèces de Lycium : le Lycium europaeum, le Lycium barbarum et le Lycium chinense. Les deux premiers sont indigènes d'Europe et le troisième L. chinense a été introduit d'Asie orientale et s'est naturalisé en de nombreux endroits. 
Les lyciets qui étaient connus dans la pharmacopée antique du monde gréco-latin, furent oubliés et ce n'est qu'à la suite du développement de la Chine depuis la fin des années 1990 qu'ils nous sont revenus sous le nom commercial de « baies de goji ».
Le lyciet commun est une des deux espèces de Lycium donnant des fruits rouges en vente dans les magasins de diététique sous le nom de baies de goji (l'autre étant Lycium chinense). C'est la plus riche des deux en vitamines, minéraux et antioxydants. Les fruits très réputés en Asie pour leurs propriétés antioxydantes sont inscrits à la pharmacopée chinoise.
Deux variétés sont connues :
- Lycium barbarum var. auranticarpum K. F. Ching
- Lycium barbarum var. barbarum

## Terminologie
Le terme français lyciet vient du latin lycium et du grec lukion (λυκιον) « arbrisseau épineux de Lycie ».
Le terme de goji a été fabriqué par un ethnobotaniste nord-américain, du nom de Bradley Dobos, passionné de médecine tibétaine. En 1973, lors d'une collecte de plantes médicinales dans les montagnes tibétaines, il décida, avec son informateur tibétain, de mettre fin à l'imbroglio des noms locaux de qoiki, quak qou, kew ji en forgeant le terme de goji. Le terme commença à se répandre après les années 1980 grâce aux ventes de ses baies dans une pharmacie et une clinique Tenzing Momo qu'il avait ouverte à Seattle. Mais le succès mondial arriva seulement quand les gros producteurs de lyciet du Ningxia (Chine) décidèrent de partir à la conquête des marchés mondiaux en faisant une promotion parfois extravagante des bienfaits des baies de goji. 
Le nom chinois du lyciet commun est ningxia gouqi 宁夏枸杞, morphologiquement "lyciet du Ningxia" (province du nord-ouest de la Chine). 
Synonymes scientifiques :
- Lycium halimifolium P. Mill.
- Lycium vulgare Dunal

## Description
Le lyciet commun est un arbuste de 80 cm à 3 m de haut, très rameux, à rameaux flexueux, pendants, un peu épineux. 
Les feuilles solitaires ou fasciculées sont lancéolées ou longuement elliptiques, de 2-3 cm de long sur 3-6 mm de large.
La fleur portée par un pédicelle comporte un calice campanulé de 4-5 mm, généralement à 2 lobes et une corolle pourpre avec un tube de 8-10  mm et des lobes étalés, plus courts aux marges glabrescents. Les étamines et le style sont légèrement exserts. La floraison a lieu de juin à octobre.
Le fruit est une baie rouge plus ou moins orangé, oblongue, développant des saveurs suaves un peu âpres. Elles mûrissent d'août à octobre. 

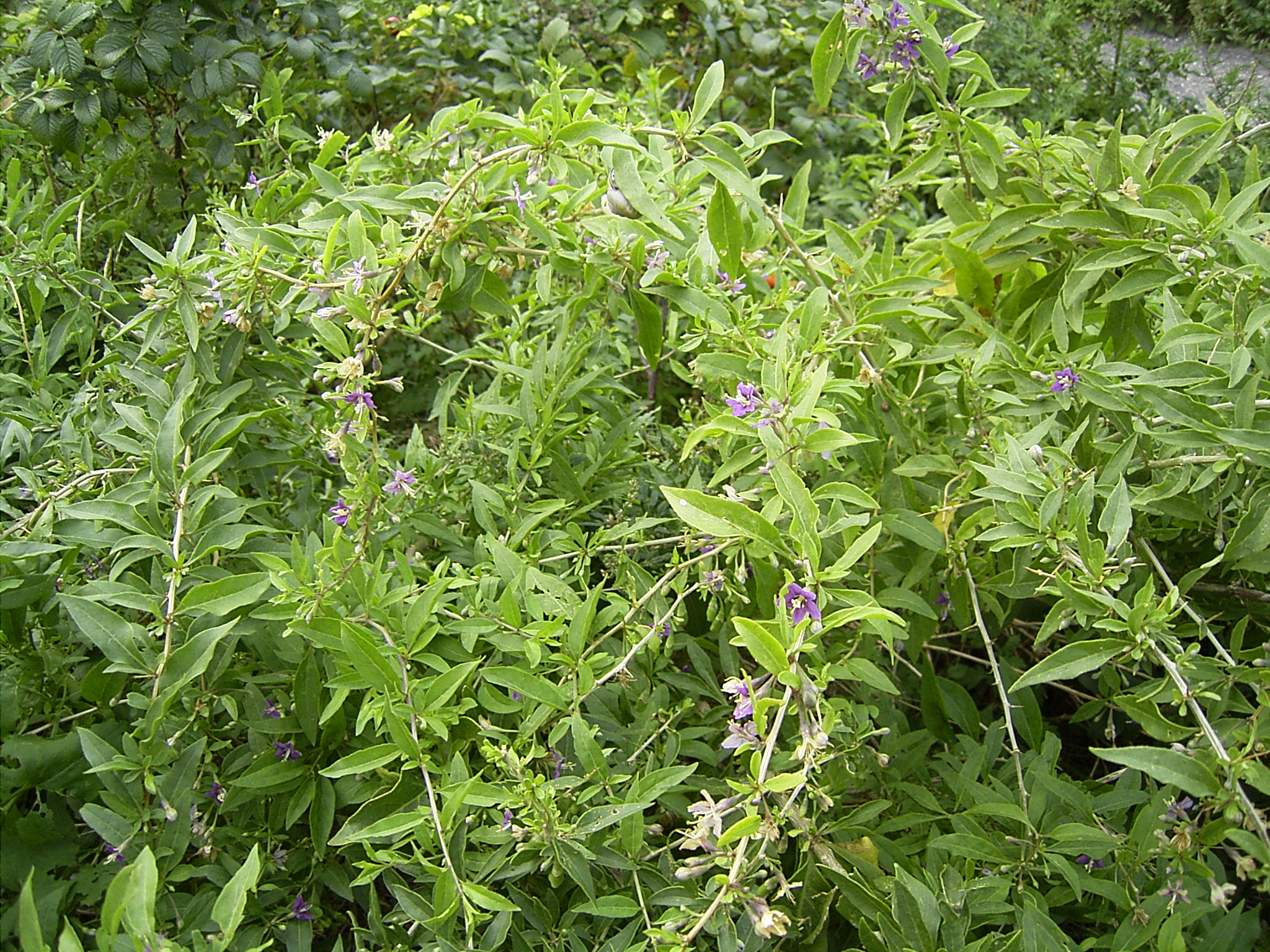
Buisson de lyciet commun
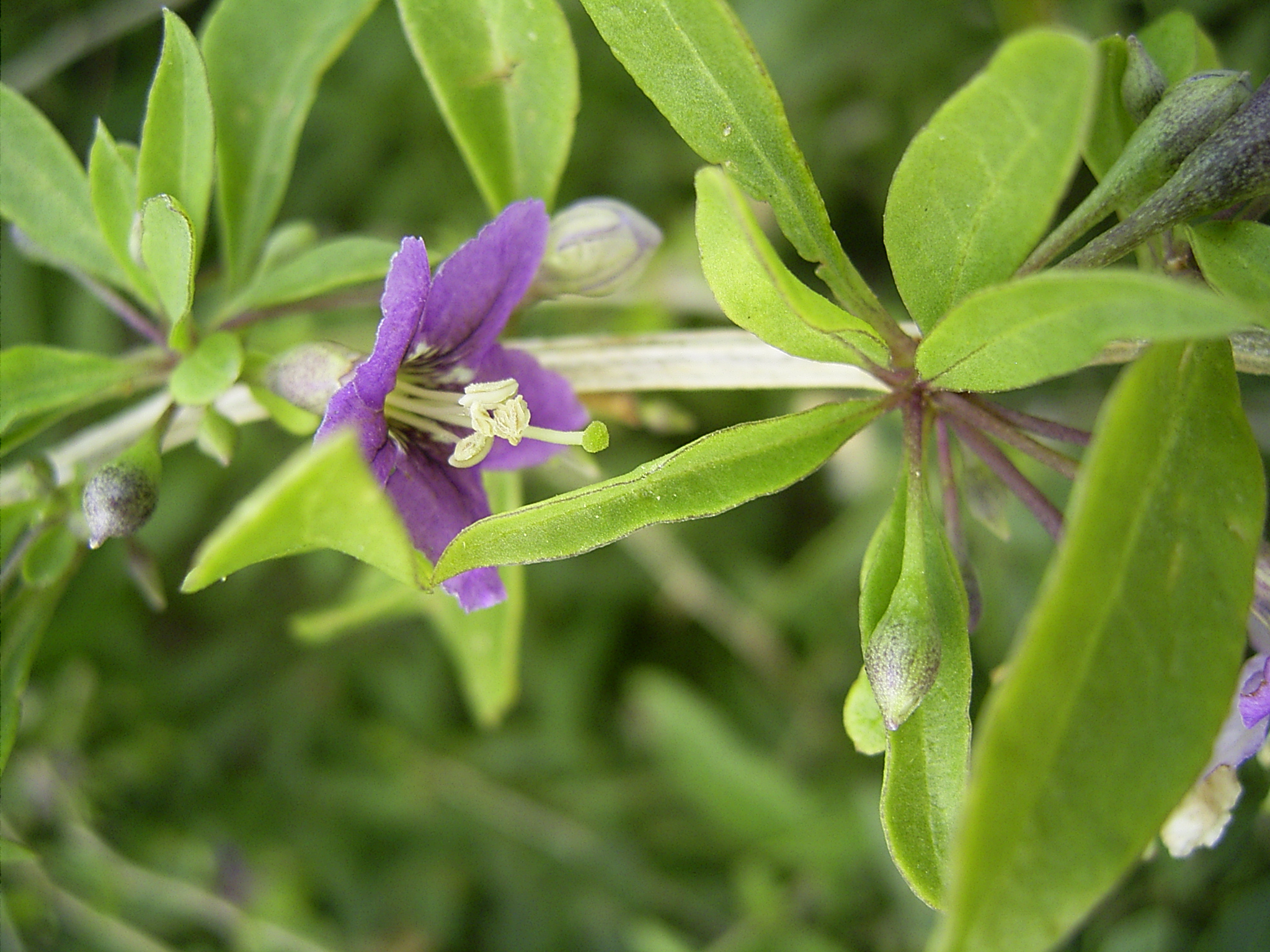
Fleur
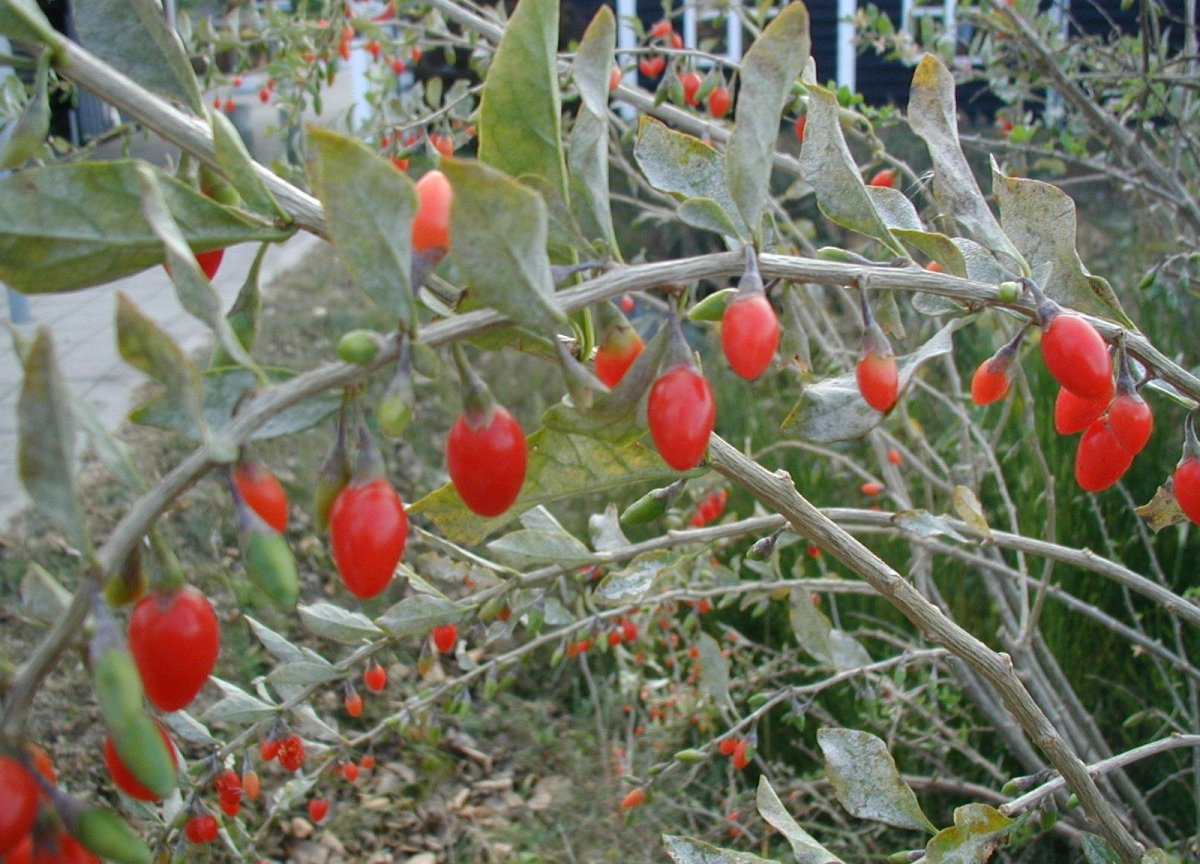
Baies

## Écologie

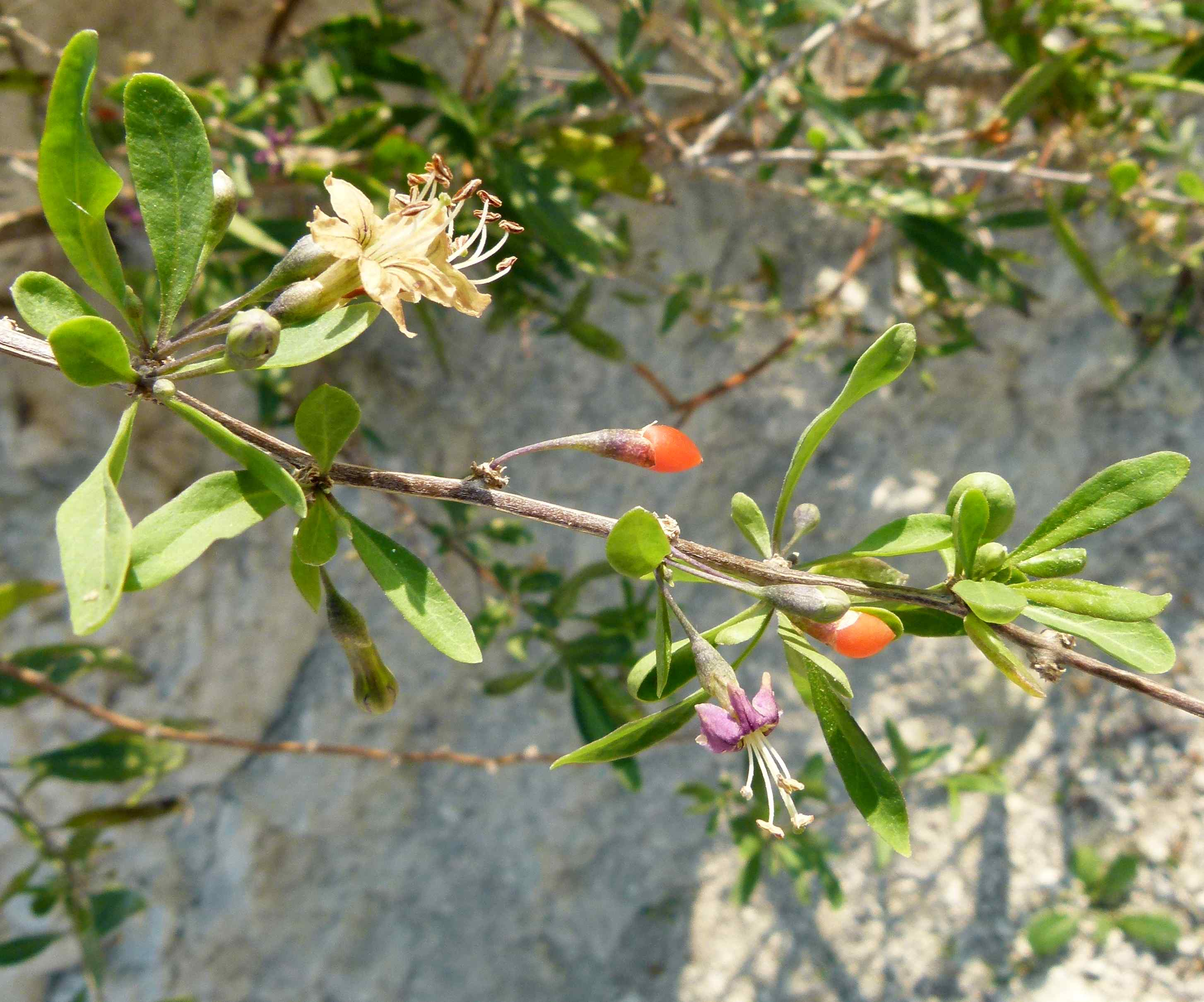
Lycium barbarum poussant dans les fissures des falaises crayeuses de la Gironde, rive droite

Le lyciet commun est largement répandu dans l'Europe, l'Asie du sud-ouest et l'Asie centrale. En Chine, on trouve sept espèces différentes de Lycium : le Lycium chinense est le plus largement répandu (toute la Chine sauf le Tibet) alors que le Lycium barbarum var barbarum ne pousse qu'au Ningxia, Gansu, nord Hebei, Mongolie Intérieure, Qinghai, nord Shanxi, Sichuan et Xinjiang. Dans ces régions du nord-ouest, on trouve aussi le Lycium ruthenicum, et le L. truncatum. Dans la région autonome du Tibet, on ne trouve que le L. ruthenicum.
Le lyciet commun est assez largement répandu à l'état sauvage en France, où on le trouve dans les haies, sur le bord des chemins, dans les bois et broussailles anthropiques sur sols nitratés. Il abonde surtout dans les zones littorales sableuses, sur toutes les façades maritimes de France, de la Méditerranée à la mer du Nord. Plus largement en Europe l'espèce est surtout présente dans les zones littorales de la mer du Nord, de la mer Baltique et de la mer Noire, mais on le trouve aussi un peu partout dans les régions continentales, sur les sols érodés et sur les grèves de certains cours d'eau, dans les carrières, sur les terrils et autres friches. Il est aussi présent dans les habitats méditerranéens et il abonde dans les steppes boisées d'Europe de l'Est. C'est une espèce pionnière qui colonise de préférence les sols nus et meubles.
Le lyciet commun est cultivé pour ses baies comestibles sur de grandes surfaces en Chine (principalement dans le Ningxia) pour le marché chinois mais aussi de plus en plus pour l'exportation vers l'Amérique du Nord et l'Europe.
L'habitat d'origine est obscur : longtemps, on a considéré que ce lyciet cultivé venait de Chine mais des travaux récents montrent qu'il pourrait venir du bassin méditerranéen,. D'ailleurs, le nom d'espèce barbarum désigne l'Afrique du Nord, appelée du temps de Linné, Barbarie.
Introduit au Royaume-Uni en 1730 par le duc d'Argyll, il y est toujours employé pour faire des haies. Il est aussi utilisé à cet usage en Amérique du Nord et en Australie.

## Histoire

### Épopée de Gilgamesh (Mésopotamie antique)
Dans l'Épopée de Gilgamesh, épopée composée autour du IIe millénaire av. J.-C., le dieu Uta-Napishtim, poussé par sa femme, révèle à Gilgamesh l'existence d'une plante de la vie qui lui donnera l'immortalité : le lycium.

### Antiquité européenne
Au IVe siècle avant notre ère, le botaniste grec, Théophraste puis au Ier siècle, Dioscoride et Pline l'Ancien ont décrit des arbustes épineux que l'on pense être des Lycium. Pline par exemple, décrit trois espèces de rhamnos :
Une autre espèce sauvage est plus foncée et légèrement rougeâtre, et porte des sortes de bourses. Avec sa racine bouillie dans de l'eau, on fait un médicament appelé lycium.(H.N. XXIV, 124)
Mais comme le fait remarquer Jacques André, le traducteur de Pline, ce rhamnos n'est certainement pas le nerprun « dont le fruit est un purgatif si drastique, provoquant de si violente colique que Pline et Dioscoride n'auraient pas manqué de le signaler. Il semble que ce soit le lyciet ou olivet ». 
En 1813, Lamarck signale deux espèces de lyciets cultivés dans les jardins : les Lycium chinense & barbarum. Cette dernière espèce « décore également de haies vives les enclos & jardins, telles qu'on en voit, depuis nombre d'années, sur le boulevard du Mont-Parnasse, près de l'Observatoire. Ses rameaux courbés vers la terre lui donnent l'aspect du saule-pleureur. » (Encyclopédie méthodique vol 97 p427). Il rapporte aussi que les Anciens connaissaient les lycium et en faisaient une drogue : « On trouve dans Dioscoride les détails de sa préparation. Il serait inutile d'en rapporter ici les prétendues propriétés ». 
Durant les siècles passés, le Lycium barbarum fut cultivé comme plante ornementale (sous le nom de jasminoïde) mais ses propriétés médicinales avaient été oubliées.

### Chine, de l'antiquité à l'époque actuelle

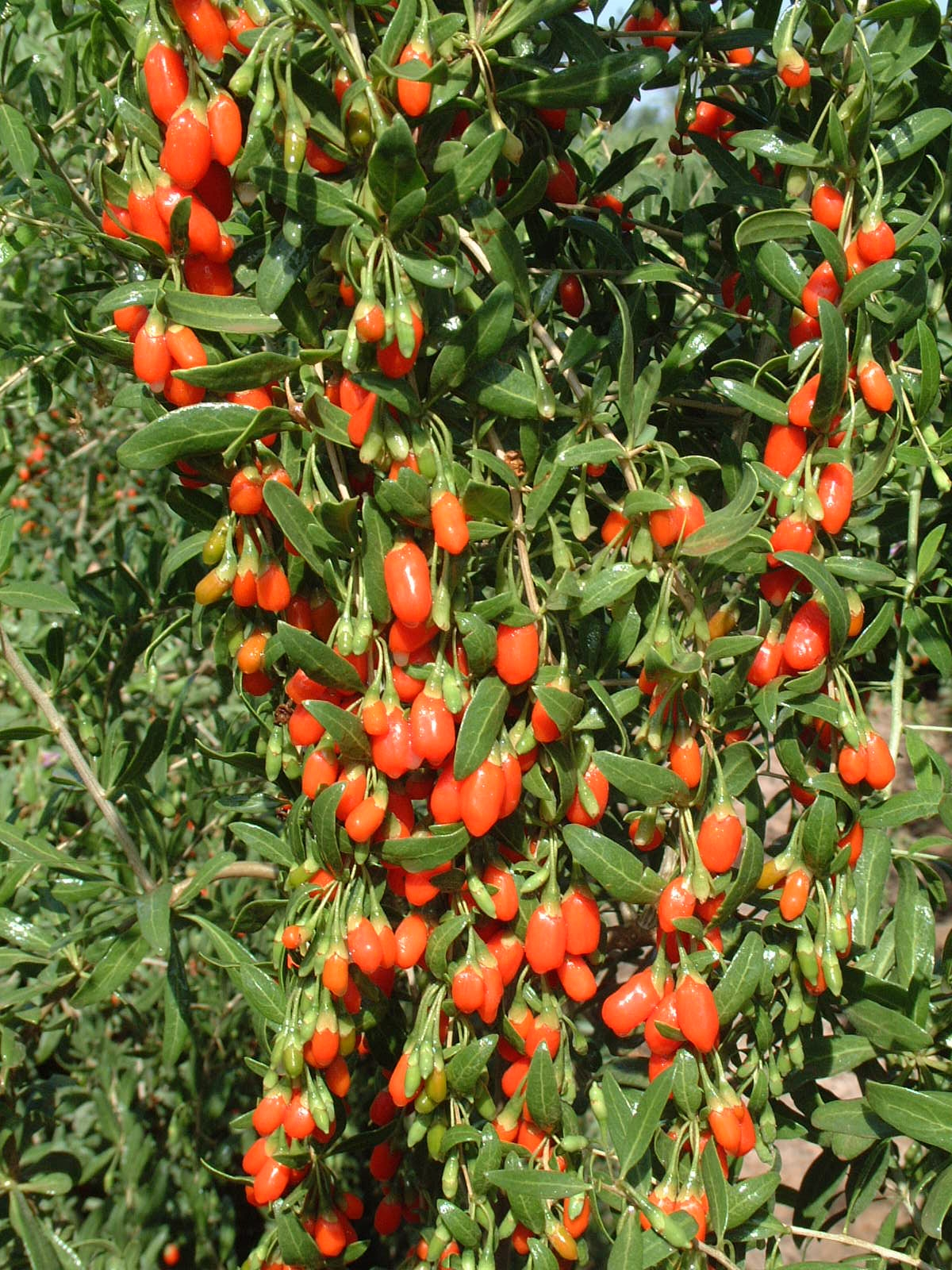
Lyciet commun cultivé dans le Ningxia.

Le Classique de la matière médicale, le Shennong bencao jing, compilé au début de notre ère indique dans une courte notice que le gouqi 枸杞 est « Amer, froid... fortifie les tendons et les os et freine le vieillissement ». En chinois, gouqi désigne d'une manière indistincte les Lycium, dont le plus courant est le Lycium chinense Miller et le plus utilisé dans la pharmacopée le Ningxia gouqi, le Lycium barbarum L.

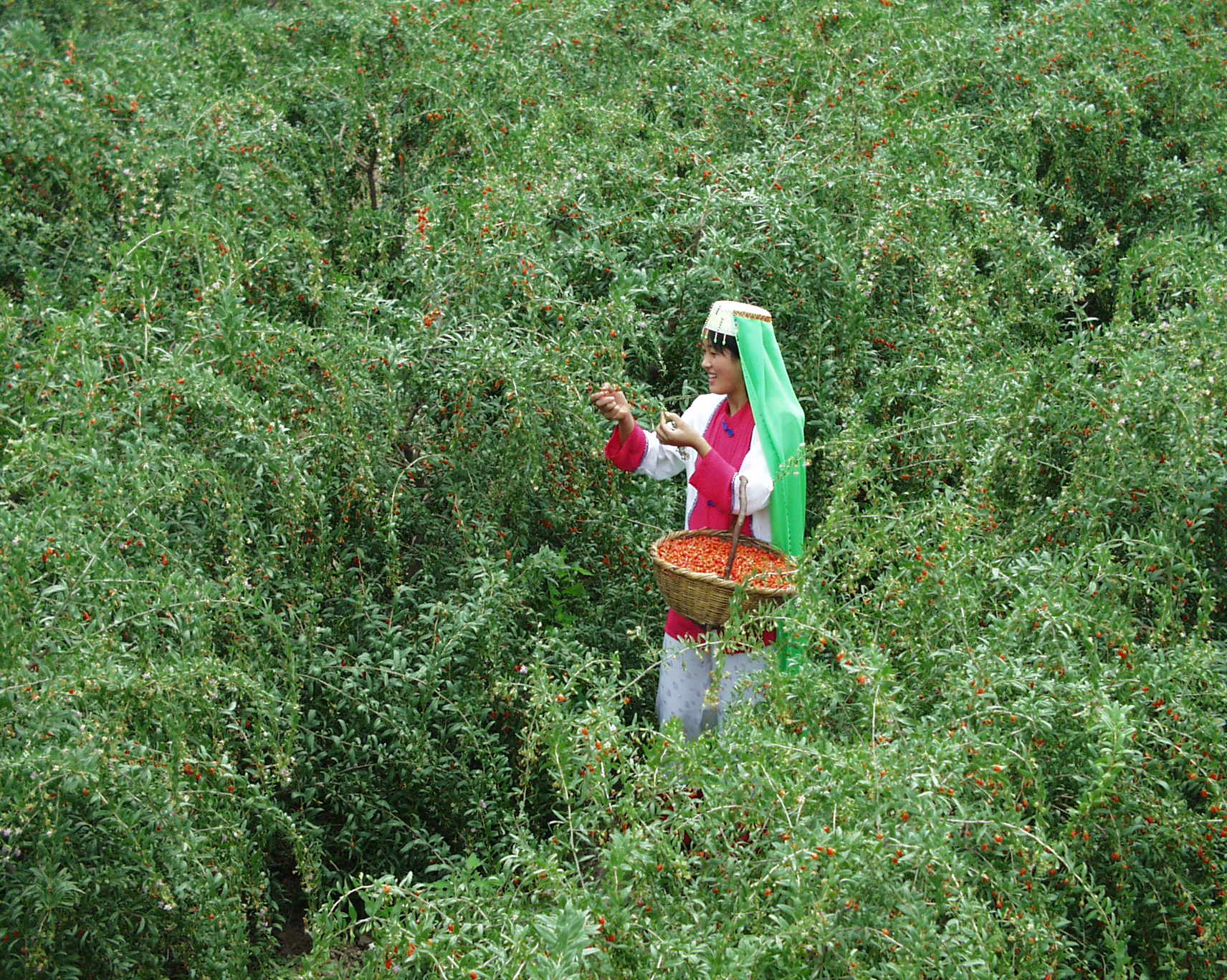
Cueillette des baies de goji (appellation commerciale désignant les fruits des lyciets cultivés en Chine, principalement Lycium barbarum) dans le Ningxia.

À l'époque, les lyciets faisait partie des nombreuses drogues préconisées par les médecins taoïstes pour atteindre l'immortalité (terrestre). On rapporte qu'au cours des siècles, de nombreux taoïstes, médecins et poètes célèbres ont pris des décoctions de lyciet dans l'espoir de prolonger leur vie. Parmi les plus connus, on cite les médecins de la dynastie Jin, Ge Hong et Tao Hongjing, et le médecin des Tang, Sun Simiao. 
Dans son compendium de matières médicales Bencao gangmu, l'herboriste et médecin Li Shizhen, reprend, seize siècles après les premiers traités, cette idée taoïste que le lyciet permettrait d'accroître la longévité. Il « tonifie les reins, humidifie les poumons, stimule le jing 精 et revigore le Qi 气 ».  Il préconise de ramasser les pousses au printemps, les fleurs en été, les fruits à l'automne et les racines en hiver. L'écorce des racines (digupi 地骨皮) était réputée bonne contre les excès de chaleur dans les poumons et la fièvre due à une déficience en yin.
L'adhésion à ces croyances anciennes est toujours très forte en Chine, puisqu'elle stimule aussi bien la médecine populaire qu'une médecine savante financée par l'État.

## Constituants
Les baies séchées de lyciet commun contiennent de manière notable des vitamines B1, B2, B6, et E et des minéraux intéressants (zinc, fer, cuivre, calcium, germanium, sélénium et phosphore) :
| Fruits de lyciet de Barbarie secs (valeur nutritive pour 100 g,) | Fruits de lyciet de Barbarie secs (valeur nutritive pour 100 g,) | Fruits de lyciet de Barbarie secs (valeur nutritive pour 100 g,) |
| oligo-éléments                                                   | oligo-éléments                                                   | oligo-éléments                                                   |
| ---------------------------------------------------------------- | ---------------------------------------------------------------- | ---------------------------------------------------------------- |
| potassium : 1 132 mg                                             | phosphore : mg                                                   | calcium : 112 mg                                                 |
| zinc : 2 mg                                                      | fer : 9 mg                                                       | sélénium : 50 µg                                                 |
| vitamines                                                        |                                                                  |                                                                  |
| vitamine C : 42 mg                                               | vitamine B2 : 0,6-1,3 mg                                         | β-carotène : 1,1-7 mg                                            |

L'analyse par chromatographie sur colonne du fruit a permis d'isoler :
- des polysaccharides[15],
- des caroténoïdes (zéaxanthine, β-cryptoxanthine, β-carotène et leur isomères et néoxanthine),
- des flavonoïdes (diglycoside de quercétol, rutine, kaempférol-3-O-rutinoside),
- des acides phénoliques (acide chlorogénique, acide caféique, acide caféylquinique et p-coumarique).

Les polysaccharides représentent le groupe le plus important des substances du fruit. Les résultats quantitatifs varient beaucoup suivant les auteurs mais si on retient la méthode d'optimisation des conditions d'extraction de Yin et Dang, on obtient 23 % de polysaccharides dans les fruits. Ils se présentent sous la forme de conjugués de glycane (polymère d'oses) et de peptides ou de protéines. Leurs structures ont été élucidées par Peng et als (2001) et ont été nommées LbGp1-LbGp5. Une revue récente de Potterat (2010) en recense une vingtaine. Ce sont des fibres alimentaires classées parmi les protéines à arabinogalactanes (AGP).
« Les AGP [ArabinoGalactan Protein]  sont très largement distribuées dans le règne végétal, apparaissant probablement dans toutes les cellules de toutes les plantes des bryophytes aux angiospermes » (Majewska-Sawka et als, 2000).  Ces macromolécules très complexes, fixées sur la membrane plasmique ou la paroi cellulaire, servent à marquer l'identité des cellules et jouent ainsi un rôle important dans la croissance de certains organes. Les protéines à arabino-3,6-galactanes (dites de type II) abondants dans le fruit du goji, se trouvent aussi dans le raisin et le vin, le colza (Brassica napus), le soja (Glycine max), le café (Coffea arabica), l'asperge (Asparagus officinalis), le riz (Oryza sativa) , la tomate (Lycopersicon esculentum).
Les caroténoïdes augmentent durant la maturation du fruit et lui donnent sa couleur rouge orangé. Le constituant principal est le dipalmate de zéaxanthine (appelé physaline) représentant 56 % des caroténoïdes du fruit, puis viennent la bêta-cryptoxanthine, monopalmitate de zéaxanthine, suivi de petites quantités de zéaxanthine et de bêta-carotène libres.
La teneur en vitamine C tourne autour de 42 mg·100g-1,  valeur comparable à celle de la pulpe fraîche de citron ou d'orange (53 mg·100g-1).
Les acides gras et l'huile essentielle du fruit sont formés d'acide palmitique (saturé, ou acide hexadecanoïque), d'acide linoléique (ω6), d'acide myristique (saturé) et de β-élémol. 
On trouve aussi des acides aminés libres (avec la proline comme constituant principal) et des acides aminés nonprotéinogéniques comme la taurine, l'acide γ-aminobutyrique et la bétaïne.
Il est aussi souvent détecté des sulfites, résultant d'un traitement des fruits après leur cueillette pour renforcer l'éclat des couleurs. Ces molécules allergisantes accroissent l'attraction visuelle pour ces fruits mais altèrent grandement leur qualité.

## Propriétés pharmacologiques

### Essaisin vitro
Activités antioxydantes
Une production excessive de radicaux libres dans l’organisme peut provoquer des dégâts importants sur les macromolécules et les cellules de cet organisme. Pour se protéger contre ces dégradations oxydatives, les organismes vivants utilisent des enzymes de détoxication (glutathion peroxydase, catalase etc.), la complexation du fer et du cuivre par des protéines ou les agents antioxydants apportés par l'alimentation. 
Les anti-oxydants peuvent agir à divers stades de la chaîne de propagation des réactions radicalaires. Suivant le niveau où il intervient, l'antioxydant va se comporter de manière différente. Comme il n'existe pas de mesure absolue d'évaluation du potentiel antioxyant d'un composé, on peut recourir à des évaluations comparatives avec d'autres composés. 
Dans le fruit du lyciet, les vitamines C et E, les caroténoïdes, les flavonoïdes, les acides phénoliques et les polysaccharides jouent tous un rôle important quoique différent dans l'inhibition de la dégradation oxydative.
- À partir de fruits séchés, Wang et al (2010)[15] ont isolé divers extraits et constituants (voir ci-dessus section constituants) dont ils ont comparé leur pouvoir antioxydant. Ils ont observé que l'activité de piégeage des radicaux libres DPPH[N 6] et ABTS[25] et de chélation des ions métalliques par la fraction des flavonoïdes est la plus puissante tandis que les fractions de zéaxanthine et de polysaccharides ont montré une activité antioxydante supérieure dans le piégeage des radicaux libres hydroxy et superoxyde.

- On sait que les plantes aromatiques, les épices, les plantes médicinales et certains fruits et légumes possèdent aussi une grande activité antioxydante. Il est tentant de faire des comparaisons entre ces plantes bien que le caractère multiforme des activités antioxydantes et les teneurs très variables en composés actifs d'une même plante (en fonction des conditions de culture par ex.) rendent délicate l'interprétation des résultats. Cai et al. (2004)[26] ont ainsi entrepris de mesurer l'activité antioxydante de 112 espèces de plantes de la pharmacopée chinoise traditionnelle par la méthode TEAC[N 7].  Nous donnons dans le tableau ci-dessous quelques exemples de plantes connues en France (nous ne retenons que les extraits au méthanol) et rajoutons les fruits et légumes (donnés aussi par les auteurs) comme éléments de comparaison.

| Activité antioxydante TEAC et contenu en phénol total de diverses plantes, d'après Cai et als (2004) | Activité antioxydante TEAC et contenu en phénol total de diverses plantes, d'après Cai et als (2004) | Activité antioxydante TEAC et contenu en phénol total de diverses plantes, d'après Cai et als (2004) | Activité antioxydante TEAC et contenu en phénol total de diverses plantes, d'après Cai et als (2004) | Activité antioxydante TEAC et contenu en phénol total de diverses plantes, d'après Cai et als (2004) | Activité antioxydante TEAC et contenu en phénol total de diverses plantes, d'après Cai et als (2004) |
| Nom scientifique                                                                                     | Nom commun                                                                                           | Partie testée (séchée)                                                                               | TEAC (μmol trolox/100g MS)                                                                           | Phénol tot.                                                                                          | TEAC/TEAC-Lb                                                                                         |
| --- | --- | --- | --- | --- | --- |
| Punica granatum                                                                                      | Grenade                                                                                              | peau                                                                                                 | 6240                                                                                                 | 22                                                                                                   | 12,7                                                                                                 |
| Camellia sinensis                                                                                    | Thé                                                                                                  | jeune feuille                                                                                        | 5268                                                                                                 | 17                                                                                                   | 10,7                                                                                                 |
| Rheum sinensis                                                                                       | Rhubarbe                                                                                             | racine                                                                                               | 2108                                                                                                 | 8 | 4,3                                                                                                  |
| Lycium barbarum                                                                                      | Lyciet commun                                                                                        | fruit                                                                                                | 491                                                                                                  | 2 | 1 |
| Lycopersicon esculentum                                                                              | Tomate                                                                                               | fruit                                                                                                | 149                                                                                                  | 0,42                                                                                                 | 0,3                                                                                                  |
| Brassica oleracea                                                                                    | Brocoli                                                                                              | feuille                                                                                              | 101                                                                                                  | 0,63                                                                                                 | 0,2                                                                                                  |
| Actinidia chinensis                                                                                  | Kiwi                                                                                                 | fruit                                                                                                | 49                                                                                                   | 0,22                                                                                                 | 0,1                                                                                                  |

Sur les 112 plantes médicinales, la capacité antioxydante TEAC s'étale sur une très large plage allant de 46 à la valeur énorme de 17323 μmol trolox/100g MS pour la galle du sumac de Chine (Rhus chinensis).  Les baies de goji (avec 491) se situent en dessous de la valeur moyenne TEAC qui est de 788 μmol trolox/100g MS. Par contre, comparées aux fruits et légumes courants, les baies de lyciet révèlent une plus grande capacité antioxydante. Dans la dernière colonne, la comparaison au TEAC du lyciet (TEAC-Lb) indique que les baies de goji ont une capacité antioxydante 10 fois inférieure aux feuilles de thé mais 3 fois supérieure aux tomates séchées.
Des plantes ayant le même potentiel antioxydant in vitro mais formées d'un cocktail de constituants différents peuvent avoir des effets différents sur la santé. Seuls des essais cliniques sur l'homme peuvent confirmer leur efficacité.
- Cependant, le test le mieux connu des consommateurs est l'échelle ORAC maintenant utilisée par le marketing comme argument de vente. La méthode est basée sur l'aptitude d'un antioxydant à protéger la décroissance de la fluorescence de la fluorescéine en présence d'un oxydant, l'AAPH (un radical peroxyl).

| Activité antioxydante ORAC de diverses plantes, d'après USDA | Activité antioxydante ORAC de diverses plantes, d'après USDA | Activité antioxydante ORAC de diverses plantes, d'après USDA | Activité antioxydante ORAC de diverses plantes, d'après USDA |
| Partie consommée                                             | Plante (nom scientifique)                                    | ORAC moyen ( μmol TE/100g)                                   |                                                              |
| ------------------------------------------------------------ | ------------------------------------------------------------ | ------------------------------------------------------------ | ------------------------------------------------------------ |
| Écorce de cannelle                                           | Cinnamomum verum                                             | 131 420                                                      |                                                              |
| Cacao en poudre (fève)                                       | Theobroma cacao                                              | 40 200                                                       |                                                              |
| Noix, amande de noyer commun                                 | Juglans regia                                                | 13 541                                                       |                                                              |
| Artichaut, fond cru                                          | Cynara scolymus                                              | 6 552                                                        |                                                              |
| Vin rouge de cabernet sauvignon                              | Vitis vinifera                                               | 4 523                                                        |                                                              |
| Grenade, crue                                                | Punica granatum                                              | 4 479                                                        |                                                              |
| Pomme granny smith, crue, avec la peau                       | Malus pumila                                                 | 3 898                                                        |                                                              |
| Fruit du Lyciet commun (goji)                                | Lycium barbarum                                              | 3 290                                                        |                                                              |
| Chou rouge, bouilli                                          | Brassica oleracea var. capitata f. rubra                     | 3 145                                                        |                                                              |
| Thé vert, feuilles infusées                                  | Camellia sinensis                                            | 1 253                                                        |                                                              |
| Tomate, fruit rouge, cru                                     | Lycopersicon esculentum                                      | 179                                                          |                                                              |

Les analyses récentes de l'US Department of Agriculture (USDA mai 2010) remettent complètement en cause les données jusque-là affichées par les sites de promotion des goji. Ceux-ci répètent que « le goji est le fruit ayant la plus puissante valeur antioxydante au monde » avec une valeur de 30 500 μmol TE/100g, au test ORAC, d'autres plus modestes donnent 25 300 ou 15 000. Pour les laboratoires de l'USDA de Beltsville, la baie de goji, crue, obtient au test un ORAC total de 3 290, presque 10 fois moins ! Les baies de lyciet se retrouvent très loin derrière les épices, aromates, noix, à moitié moins que l'artichaut, et à peu près au niveau des pommes et du chou rouge.
On observe que cette méthode ORAC étant basée sur des mécanismes différents que ceux utilisés par TEAC, donne une échelle différente. 
Si on prend en compte l'importance des portions consommables et des prix, on observe que, pour obtenir un même potentiel antioxydant, il est plus intéressant de consommer des artichauts que des baies de goji ou pour les amateurs de chocolat, avec 6 g de poudre de cacao, on atteint le même degré ORAC qu'avec 30 g de goji, dose journalière recommandée, sans parler des amateurs de vins qui avec un verre cabernet sauvignon de 10 cl obtiennent aussi le même niveau.
L'originalité des baies de goji ne réside pas tant dans ses flavonoïdes antioxydants que dans ses polysaccharides singuliers, susceptibles de manifester des propriétés particulières intéressantes. C'est, du moins, ce que pensent les nombreux chercheurs chinois qui se sont lancés dans l'étude de ces glycoprotéines.

### Essaisin vivo
Il a été montré in vivo, sur des souris âgées, que les polysaccharides de la baie avaient une activité antioxydante comparable à celle de la vitamine C. L'activité antioxydante a aussi été établie sur l'homme dans un essai en double insu portant sur cinquante individus âgés (Amagase et als. 2009). Le groupe consommant pendant 30 jours l'extrait de goji a vu ses marqueurs antioxydants du sérum améliorés, comparés au groupe témoin consommant un placebo (augmentation de 8 % du superoxyde dismutase SOD et de 9 % du glutathion peroxydase).
Sur les centaines d'études publiées ces dernières années concernant le fruit du lyciet, la plupart ont porté sur les propriétés pharmacologiques de ses polysaccharides (LBP), indiquant leur rôle potentiel dans la prévention du diabète, du cancer, de l'hépatite, des thromboses, des maladies neurodégénératives et de l'infertilité masculine,,.  Ces études très prometteuses ont été, le plus souvent, menées in vitro ou sur l'animal (sans passer par la voie orale) et ne peuvent préjuger pour l'instant en rien des effets physiologiques sur l'homme. On sait en effet qu'exception faite de l'amidon et du glycogène, la majorité des polysaccharides des plantes ne sont pas digérés par le système enzymatique des animaux supérieurs. Et le doute sur le sort des polysaccharides du lyciet (LBP) chez l'homme reste entier puisqu'on ne sait toujours rien de leur biodisponibilité et de leur pharmacodynamique, en raison du manque de méthode valide pour les mesurer dans les spécimens biologiques. 
- Renforcement du système immunitaire

Il a été montré que certaines fractions du LBP pouvaient stimuler non seulement in vitro, la prolifération des lymphocytes T de la rate mais que cet effet avait aussi lieu in vivo : l'administration par voie orale du LBP  à des souris provoque chez elles une prolifération des lymphocytes de la rate. Il semble que l'activité des LBP passe par le renforcement de l'expression de diverses cytokines et facteurs de transcription. L'activité immunostimulante pourrait rendre compte des propriétés antitumorales observées sur la souris.
- Effets hypoglycémiants et hypolipémiants

Un traitement de dix jours avec divers extraits de baies de lyciet administré à des lapins présentant un diabète avec hyperlipémie réduit de manière significative leur glycémie, leur taux de cholestérol total et celui de triglycérides. L'expérience montre que les polysaccharides sont les agents principaux de l'activité hypoglycémiante, sans que le mécanisme d'action soit connu. Par contre, ce même traitement sur des souris en bonne santé n'a pas manifesté d'effets sur la glycémie.  Un essai de Yu et coll. (2009) sur un groupe de personnes âgées, a montré que la consommation des polysaccharides du lyciet permet de diminuer le taux de triglycérides et d'augmenter celui de HDL (le bon cholestérol). Mais l'étude précédemment citée d'Amagase et als (2009) sur des adultes âgées en bonne santé qui a mis en évidence une amélioration des biomarqueurs anti-oxydants n'a pas retrouvé de baisse des triacylglycérols
- Antistérilité

Les polysaccharides manifestent des effets protecteurs sur l'épithélium séminifère de rat in vivo. 
Signalons aussi des effets neuroprotecteurs mis en évidence uniquement par des essais in vitro. Une équipe de l'université de Hong-Kong a montré dans plusieurs expériences que les polysaccharides du lyciet peuvent protéger directement les neurones contre la toxicité du peptide Aβ responsable de la formation des plaques séniles dans la maladie d'Alzheimer.
Les essais cliniques ont presque tous été menés en Chine et se sont principalement intéressés à la prévention du vieillissement. Suivant Potterat et Hamburger (2008) « malheureusement, ces études portent sur de petits échantillons et ne sont pas adéquatement contrôlées. De plus, les données originales sont à peine accessibles. »

## Usages

### Utilisations culinaires
- En Europe

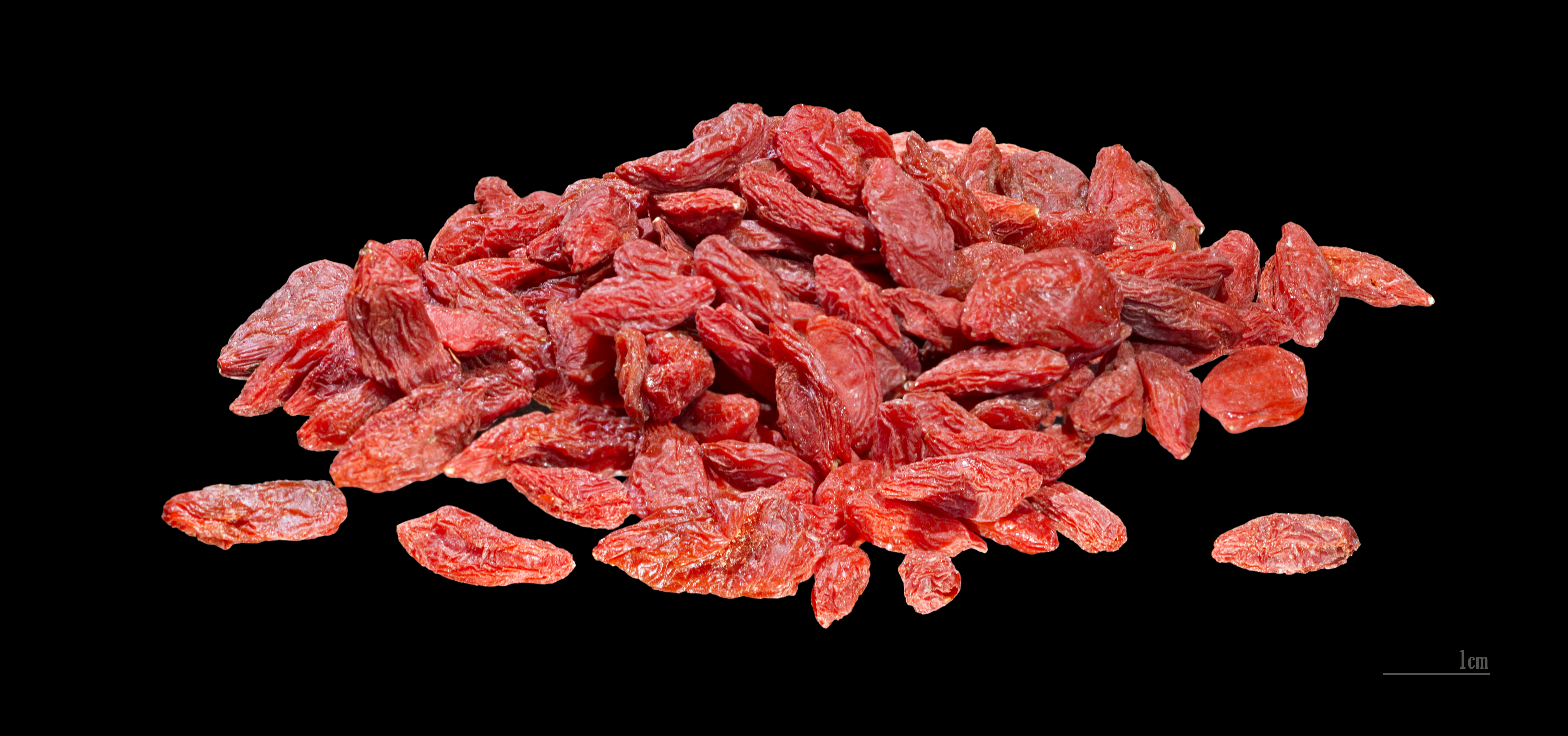
Baies de lyciet

D'après François Couplan, les jeunes feuilles de lyciet ont été consommées cuites. Les feuilles pouvaient aussi servir à faire une infusion. Mais nous dit-il « les fruits de plusieurs lyciet - dont les L. europaeum et barbarum...- contiennent des saponines et de la solanine : ils ont parfois été cause d'empoisonnements semblables à ceux que provoquent les morelles (cf. Solanum), du moins à l'état cru ». Il vaut mieux donc consommer les baies séchées après qu'elles ont été cueillies bien mûres parce qu'alors le taux de solanine a baissé.
Il a aussi été trouvé des traces d'atropine, un alcaloïde relativement toxique du datura, dans les baies sèches, mais avec une concentration maximale de 19 ppb, très en dessous du seuil de toxicité. 
- En Chine

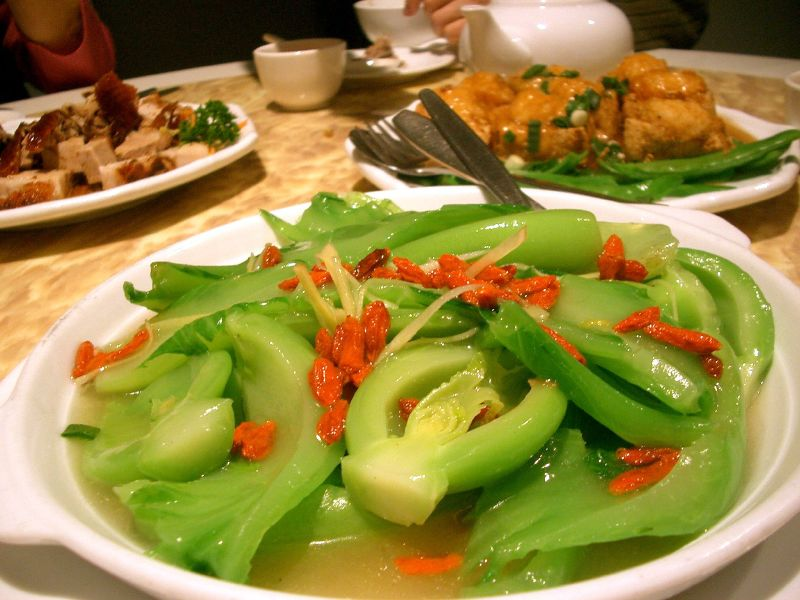
Feuilles de moutarde brune (Brassica juncea) et de baies de goji braisées à la manière cantonaise

La Chine a une longue tradition d'utilisation d'aliments fonctionnels pour rétablir les équilibres fondamentaux régulant la circulation du qi dans l'organisme (définis dans le cadre de la médecine traditionnelle chinoise). 
Pour « renforcer son qi et nourrir son foie et ses reins », il est conseillé de consommer les fruits de lyciet dans des soupes, des bouillies avec du riz ou dans des plats de légumes et de poulet. On peut aussi le faire infuser avec du thé ou des fleurs de chrysanthème. Comme « fortifiant », on trouve aussi une liqueur de goji, obtenue en faisant macérer des fruits de goji et du ginseng une quinzaine de jours dans de l'alcool blanc。

### Utilisations médicinales
Le goji est une plante médicinale connue et utilisée depuis deux mille ans en Chine. Seul le fruit de Lycium barbarum est reconnu comme officinal. La distinction sur des bases morphologiques ou histologiques des fruits du L. barbarum et du L. chinense est très difficile, mieux vaut recourir aux techniques d'analyses moléculaires pour avoir une évaluation fiable (comme la RAPD). 
En Médecine traditionnelle chinoise, le fruit séché est réputé :
- tonifier le rein et l'essence (jing)
- nourrir le foie et améliorer la vue

## Production

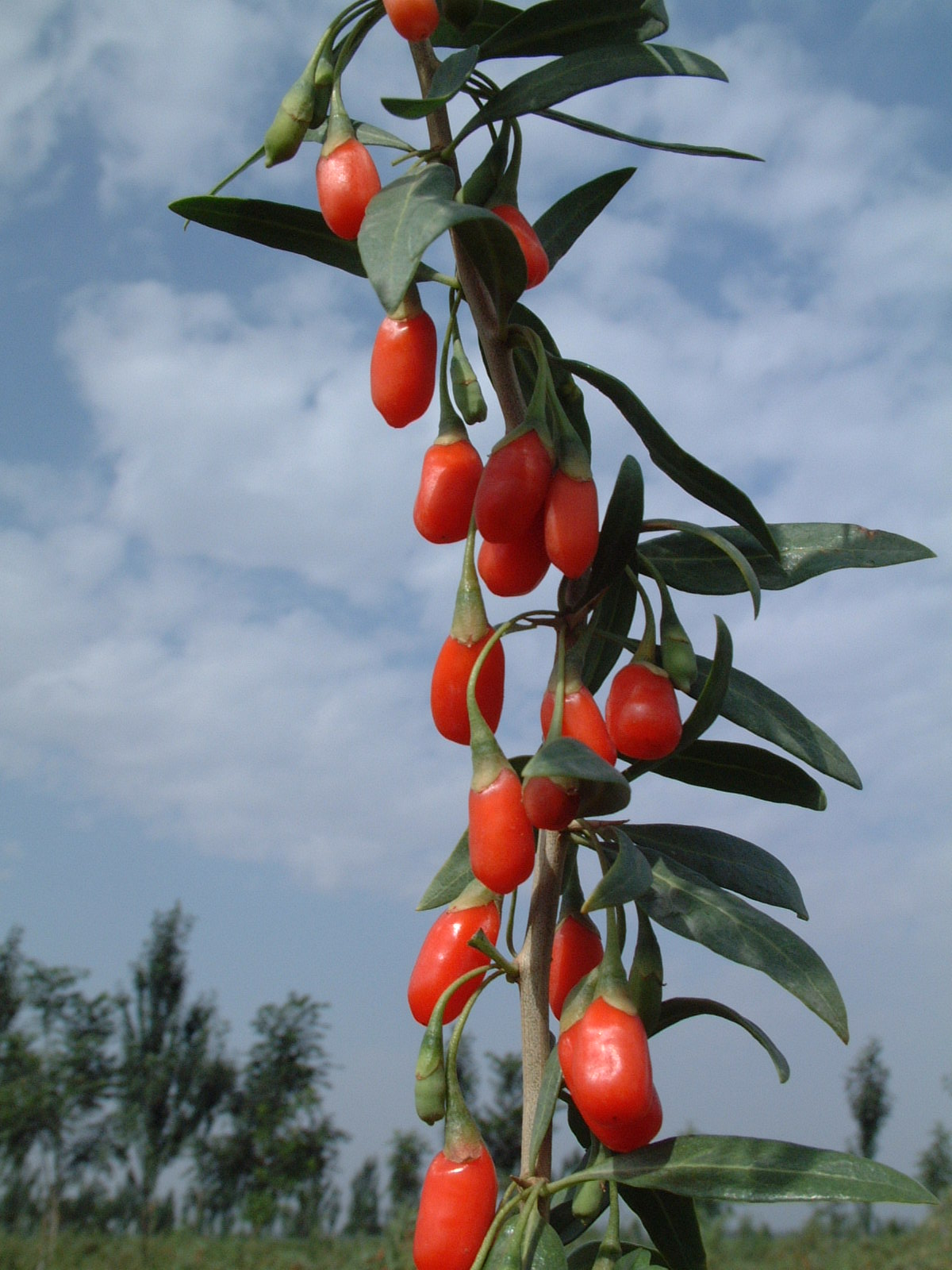
Branche de lyciet commun cultivé dans le Ningxia

En Chine, la production des fruits du lyciet se fait essentiellement dans trois régions : le Ningxia, la Mongolie Intérieure et le Xinjiang. Il existe aussi une petite production locale dans le Hebei, Gansu et Qinghai.
Seul le Ningxia a un agrément de l'administration pour produire des baies de Lycium barbarum à usage médicinal. Le centre de la production se trouve dans le district de Zhongning. Vue de satellite, la région se présente comme une large vallée fertile parcourue par le Fleuve Jaune, complètement occupée par des cultures irriguées au milieu d'un paysage semi désertique. On pourrait la comparer à la vallée du Nil en Égypte, si ce n'était qu'ici on a un climat continental, très froid en hiver. 
Grâce aux "superfruits de goji", le Ningxia a connu ces dernières années un fantastique essor économique. En effet, ces dix dernières années, la surface cultivée en lyciet commun a été multipliée par 21, et la valeur de la production a été multipliée par 80. Avec 66 600 ha cultivés en 2008, le Ningxia est la première zone de production du lyciet au monde. Et cette même année, la région a exporté pour 12 millions de dollars de produits liés aux goji (fruits séchés, infusions, jus, capsules). Mais elle a connu aussi un effondrement de ses exportations vers les États-Unis, à la suite de la saisie par la FDA de lots de baies de goji contenant des taux très élevés de résidus d'insecticides et de fongicides.

## Culture
Le Lycium barbarum est réputé préférer les zones tempérées et le plein soleil, un sol alcalin plutôt sec. Il faut deux ans avant une première et petite production, et quatre ans avant qu'il ne puisse être pleinement récolté. C'est une plante qui ne supporte pas de températures inférieures à - 22 °C, ni le gel lorsqu'il est encore vert.

### Germination
La germination du Lycium barbarum est épigée et se réalise entre 3 et 15 jours. Certains traitements sur les baies de goji stérilisent les graines.
La méthode classique entre deux morceaux de papiers absorbants humidifiés est tout à fait appropriée. Une levée directement en terre peut également être réalisée ; le plus important étant de conserver une humidité constante, ainsi qu'une température comprise entre 20 et 28 °C.
La culture en intérieur est possible, même en hiver, mais la croissance en cette saison sera plus lente et le plant aura besoin d'un tuteur.

### Repiquage

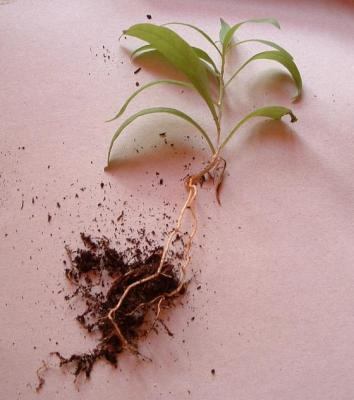
Plant

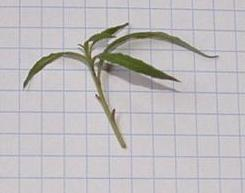
Bouture

Les plants supportent moyennement un repiquage tardif, et peuvent mettre plusieurs semaines afin de reprendre une croissance normale. Il est préférable de procéder à cette opération durant la deuxième semaine et dans le cas de la germination en pot, en conservant le terreau autour des radicelles.

### Croissance
Le Lycium barbarum croît de manière conséquente en plein soleil, souvent de plusieurs centimètres par semaine. Les plants semblent en effet s'étioler dans un premier temps, montrant de maigres feuilles parfois déformées, mais par la suite ces dernières grandissent, prenant leur forme longue et fine.

### Pinçage
Afin de créer plusieurs ramifications et éviter que le Lycium barbarum ne s'étire en une unique branche, il faut pincer le sommet du plant à quelques centimètres de l'apex entre l'ongle du pouce et celui de l'index.
Cette procédure fortifiera le tronc de la plante et plusieurs branches feront leur apparition en quelques jours. Celles-ci pourront apparaître soit à la base du plant, soit dans la zone immédiate du pinçage.

### Bouturage
Cette technique est tout à fait appropriée pour le Lycium barbarum et permet de multiplier le nombre de plants de manière simple et économique.
Pour cela, on peut soit couper une branche de manière nette, soit réutiliser un sommet qui a été pincé. Il convient d'ôter les quelques feuilles proches de la cicatrice (voir photo).
Il n'est pas nécessaire d'utiliser d'hormone de bouturage, l'essentiel étant de conserver la bouture dans un endroit humide afin d'éviter sa déshydratation. Pour cela, un récipient transparent avec une couche de quelques centimètres de terre humide et hermétiquement fermé avec un film plastique constitue une base idéale.
Les premières racines apparaissent en une à deux semaines ; la prise est définitive en trois semaines.